# 亚历山大·维亚切斯拉沃维奇·焦明
亚历山大·维亚切斯拉沃维奇·焦明（羅馬化：Aleksandr Vyacheslavovich Dyomin；1988年9月23日—），俄罗斯政治人物，第八届国家杜马代表。
2006年至2009年，焦明在别廖兹卡儿童健康营担任教育工作者。 2009年至2010年，他在俄罗斯太空部队服役。 2012年，他还在奥尔廖诺克担任辅导员。2020年，加入新人党。2021年9月起担任第八届国家杜马代表。

## 制裁
焦明于2022年因俄乌战争而受到英国政府制裁。